# Nabokovia faga
Nabokovia faga is een vlinder uit de familie van de Lycaenidae. De wetenschappelijke naam van de soort werd als Thecla faga in 1895 gepubliceerd door Paul Dognin.

## Ondersoorten
- Nabokovia faga faga
- Nabokovia faga excisicosta (Dyar, 1913)
  - = Thecla excisicosta Dyar, 1913